# Castilleja
Castilleja é um género botânico pertencente à família Orobanchaceae.

## Espécies
Composto por 405 espécies:
Castilleja acuminata Castilleja adenophora Castilleja affinis
Castilleja agrestis Castilleja alpicola Castilleja altorum
Castilleja ambigua Castilleja ampliflora Castilleja anacapensis
Castilleja andrewsii Castilleja angustata Castilleja angustifolia
Castilleja anthemidifolia Castilleja annua Castilleja applegatei
Castilleja aquariensis Castilleja arachnoidea Castilleja arapahoensis
Castilleja arctica Castilleja arcuata Castilleja ardifera
Castilleja arvensis Castilleja aspera Castilleja attenuata
Castilleja aurantiaca Castilleja aurea Castilleja auriculata
Castilleja austromontana Castilleja barnebyana Castilleja bella
Castilleja bennittii Castilleja bicolor Castilleja blumeri
Castilleja brachyantha Castilleja bracteata Castilleja bradburii
Castilleja breviflora Castilleja brevilobata Castilleja brevistyla
Castilleja breweri Castilleja brooksii Castilleja brunnescens
Castilleja bryanti Castilleja buffumii Castilleja calcicola
Castilleja californica Castilleja campestris Castilleja camporum
Castilleja candens Castilleja canescens Castilleja carterae
Castilleja caudata Castilleja cerroana Castilleja cervina
Castilleja chambersii Castilleja chiapensis Castilleja chiriquiensis
Castilleja chlorosceptron Castilleja chlorotica Castilleja christii
Castilleja chromosa Castilleja chrymactis Castilleja chrysantha
Castilleja ciliata Castilleja cinerea Castilleja citrina
Castilleja clementis Castilleja clokeyi Castilleja coccinea
Castilleja cognata Castilleja collina Castilleja communis
Castilleja confusa Castilleja conzattii Castilleja coronopifolia
Castilleja covilleana Castilleja crispula Castilleja crista
Castilleja cruenta Castilleja cryptandra Castilleja cryptantha
Castilleja ctenodonta Castilleja culbertsonii Castilleja curticalix
Castilleja cusickii Castilleja dendridion Castilleja densiflora
Castilleja desertorum Castilleja dissitiflora Castilleja disticha
Castilleja divaricata Castilleja dixonii Castilleja dolichostylis
Castilleja douglasii Castilleja douglassi Castilleja dubia
Castilleja durangensis Castilleja eastwoodiana Castilleja ecuadorensis
Castilleja elastica Castilleja elata Castilleja elegans
Castilleja elkoensis Castilleja elmeri Castilleja elongata
Castilleja episcopalis Castilleja eremophila Castilleja ewani
Castilleja ewanii Castilleja excelsa Castilleja exilis
Castilleja eximia Castilleja exserta Castilleja falcata
Castilleja fasciculata Castilleja filiflora Castilleja filifolia
Castilleja fissifolia Castilleja flava Castilleja flavescens
Castilleja flava Castilleja flavescens Castilleja flavoviridis
Castilleja floccosa Castilleja foliolosa Castilleja fragile
Castilleja franciscana Castilleja fraterna Castilleja fruticosa
Castilleja fulgens Castilleja fulva Castilleja galeata
Castilleja galehintoniae Castilleja gallehintoniae Castilleja genevievana
Castilleja glandulifera Castilleja glandulosa Castilleja gleasoni

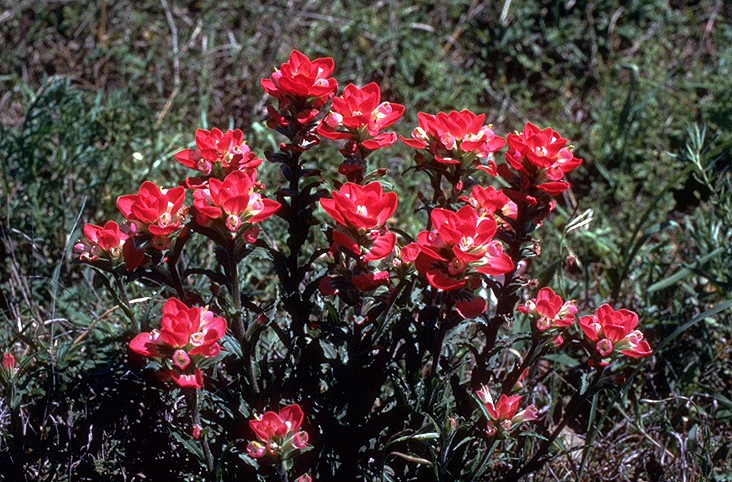
Castilleja indivisa.

Castilleja gleasonii Castilleja globosa Castilleja gloriosa
Castilleja gonzalezii Castilleja gonzaleziae Castilleja gracillima
Castilleja gracilis Castilleja grandiflora Castilleja grisea
Castilleja guadalupensis Castilleja gyroloba Castilleja haitiensis
Castilleja haydeni Castilleja haydenii Castilleja helleri
Castilleja henryae Castilleja hirsuta Castilleja hispida
Castilleja hoffmanni Castilleja hoffmannii Castilleja holmgrenii
Castilleja hololeuca Castilleja howellii Castilleja humilis
Castilleja hyetophila Castilleja hyparctica Castilleja hyperborea
Castilleja hyssopifolia Castilleja inconspicua Castilleja inconstans
Castilleja indecora Castilleja indivisa Castilleja inflata
Castilleja inornata Castilleja integra Castilleja integrifolia
Castilleja interior Castilleja inverta Castilleja irasuensis
Castilleja jepsonii Castilleja jiquilpana Castilleja jusselii
Castilleja kaibabensis Castilleja katakyptusa Castilleja kraliana
Castilleja kuschei Castilleja labiata Castilleja lacera
Castilleja laciniata Castilleja lanata Castilleja lanceifolia
Castilleja lapidicola Castilleja lassenensis Castilleja lasiorhyncha
Castilleja latebracteata Castilleja latifolia Castilleja latifoliata
Castilleja lauta Castilleja laxa Castilleja lebgueana
Castilleja lebguena Castilleja lemmoni Castilleja lentii
Castilleja leonardi Castilleja leschkeana Castilleja levisecta
Castilleja linariaefoiia Castilleja linariaefolia Castilleja linariifolia
Castilleja lindheimeri Castilleja lineariloba Castilleja linearis
Castilleja lineata Castilleja linifolia Castilleja linoides
Castilleja lithospermoides Castilleja litoralis Castilleja longibracteata
Castilleja longiflora Castilleja longispica Castilleja ludoviciana
Castilleja lutea Castilleja luteovirens Castilleja lutescens
Castilleja macrocarpa Castilleja macrostigma Castilleja magna
Castilleja magnistylis Castilleja martini Castilleja martinii
Castilleja mcvaughii Castilleja mearnsii Castilleja mendocinensis
Castilleja meridensis Castilleja mexiae Castilleja mexicana
Castilleja miniata Castilleja minor Castilleja mogollonica
Castilleja mollis Castilleja montana Castilleja montigena
Castilleja moranensis Castilleja muelleri Castilleja multisecta
Castilleja muscipula Castilleja mutisii Castilleja nana
Castilleja neglecta Castilleja nelsonii Castilleja nervata
Castilleja nevadensis Castilleja nitricola Castilleja nivea
Castilleja nivibractea Castilleja nubigena Castilleja oblongifolia
Castilleja obovata Castilleja obtusiloba Castilleja ochracea
Castilleja occidentalis Castilleja olgae Castilleja olympica
Castilleja oregonensis Castilleja oreopola Castilleja oresbia
Castilleja organorum Castilleja orizabae Castilleja ornata
Castilleja ortegae Castilleja ownbeyana Castilleja pallescens
Castilleja pallida Castilleja palmeri Castilleja pannosa
Castilleja papilionacea Castilleja parviflora Castilleja parvula
Castilleja patriotica Castilleja pavlovii Castilleja payneae
Castilleja peckiana Castilleja pecten Castilleja pectinata
Castilleja pediaca Castilleja peirsoni Castilleja perelegans
Castilleja peruviana Castilleja pilifera Castilleja pilosa
Castilleja pinnata Castilleja pinetorum Castilleja plagiotoma
Castilleja polytoma Castilleja porphyrosceptron Castilleja pratensis
Castilleja praeterita Castilleja pringlei Castilleja profunda
Castilleja pruinosa Castilleja pseudohyperborea Castilleja pseudopallescens
Castilleja psittacina Castilleja pterocaulon Castilleja puberula
Castilleja pulchella Castilleja pulcherrima Castilleja pumicicola
Castilleja pumila Castilleja purpurascens Castilleja purpurea
Castilleja purpusi Castilleja pyramidalis Castilleja quibellii
Castilleja quiexobrensis Castilleja quirosii Castilleja racemosa
Castilleja raupii Castilleja remota Castilleja retrorsa
Castilleja revealii Castilleja rhexifolia Castilleja rhizomata
Castilleja rigida Castilleja robiginosa Castilleja roei
Castilleja roseana Castilleja rubicundula Castilleja rubida
Castilleja rubra Castilleja rupicola Castilleja rustica
Castilleja salsuginosa Castilleja saltensis Castilleja salticola
Castilleja scabrida Castilleja scabridula Castilleja schaffneri
Castilleja schizotricha Castilleja schrenkii Castilleja scorzoneraefolia
Castilleja seibertii Castilleja septentrionalis Castilleja serrata
Castilleja sessiliflora Castilleja setosa Castilleja sibirica
Castilleja socorrensis Castilleja speciosa Castilleja sphaerostigma
Castilleja spiralis Castilleja spiranthoides Castilleja stenantha
Castilleja steenensis Castilleja stenophylla Castilleja steyermarkii
Castilleja stipifolia Castilleja stricta Castilleja subalpina
Castilleja subcinerea Castilleja subinclusa Castilleja subpurpurascens
Castilleja suksdorfii Castilleja sulphurea Castilleja taedifera
Castilleja talamancensis Castilleja tancitaroana Castilleja tapeinoclada
Castilleja tayloriorum Castilleja tenella Castilleja tenuiflora
Castilleja tenuifolia Castilleja tenuis Castilleja thompsoni
Castilleja tincta Castilleja toluccensis Castilleja tomentosa
Castilleja tortifolia Castilleja trainii Castilleja trifida
Castilleja trinervis Castilleja trisecta Castilleja trujillensis
Castilleja tweedyi Castilleja uliginosa Castilleja unalaschansis
Castilleja unalaschcensis Castilleja unalaschkensis Castilleja vadosa
Castilleja variabilis Castilleja variocolorata Castilleja venusta
Castilleja villicaulis Castilleja villosa Castilleja villosissima
Castilleja virgathoides Castilleja virgayoides Castilleja viscida
Castilleja viscidula Castilleja vreelandii Castilleja wallowensis
Castilleja wherryana Castilleja wightii Castilleja williamsii
Castilleja wootonii Castilleja wyomingensis Castilleja xanthotricha
Castilleja xylorrhiza Castilleja yukonis Castilleja zempoaltepetlensis
Castilleja zionis